# Йънгблъдс
„Йънгблъдс“ (на английски: The Youngbloods) е американска рок група.
Създадена е през 1965 година в Ню Йорк от Джеси Колин Йънг. В края на 60-те години издават няколко добре приети от критиката, но търговски не особено успешни, албума, съчетаващи фолк рок с елементи на психеделичен рок.